# Зотиков Олексій Львович
Олексі́й Льво́вич Зо́тиков (відомий також як Олексій Барбарук-Трипільський) — український етнограф та історик, журналіст і кінодокументаліст (автор, сценарист, режисер). Кандидат історичних наук (1986). Автор більш ніж 300 документальних фільмів.
Народився 24 лютого 1960 в Києві. Закінчив історичний факультет Київського державного університету ім. Т. Г. Шевченка (1982) та аспірантуру Інституту етнографії ім. М. Миклухо-Маклая АН СРСР (1986).
Автор ряду науково-популярних фільмів, знятих на студії «Київнаукфільм».
Автор і ведучий історично-краєзнавчої рубрики «ukrania» в програмі «Телеманія» (студія «1+1») та програми «Дай п'ять!», присвяченої історії та сьогоденню Києва (телеканал «ТЕТ»). Сценарист документального серіалу про історію Одеси «Це діялось в Одесі» («5 канал», Санкт-Петербург). Його авторству належать чимало статей на історичну, етнографічну, краєзнавчу тематику, присвячених видатним постатям української минувшини.

## Фільмографія
- «Барви України» — цикл фільмів («Київнаукфільм»);
- «Над Трахтемировим високо» (сценарист, «Київнаукфільм», 1990)[2];
- стрічки в документальному циклі «Невідома Україна. Нариси нашої історії» («Київнаукфільм»): «Батьки Вольності. Фільм 41», «Шлях до Тарасової ночі. Фільм 44», «Передгроззя. Фільм 45», «Підкупні та підступні. Фільм 54», «Гаркушина криниця. Фільм 56» (1993, автор сценарію);
- «Прощавай СРСР-2» (сценарист)[3];
- «Зелена Україна» — цикл фільмів про переселенців з України на Далекий схід Росії та у Китай (5 фільмів, показано телеканалом СТБ, 2002);
- «200 років по тому. Знову на півдні» — цикл ювілейних телепрограм про О. С. Пушкіна (21 випуск, показ на телеканалі «Інтер», 1999);
- «Дорога до дому» — цикл фільмів про культурні регіони України (15 фільмів, ефір телеканалу «Інтер», 2003—2004);
- «Крізь далечінь століття» — документальний телесеріал про Російсько-японську війну (10 серій, ТРК «Ера», 2005)[4];
- «Це діялось в Одесі» — документальний телесеріал (4 фільми, «5 канал» (Санкт-Петербурґ), 2007—2008);
- «Жива пам'ять регіону» — документальний телесеріал (10 фільмів, показ по ТРК «Ера», а також 34-му й 51-му каналах Дніпропетровського обласного телебачення, 2010)[5];
- «Круг Радості» — документальні фільми (ТРК «Ера», 2011);
- «Кіевъ-Столыпино-Київ» (ТРК «Ера», 2011);
- «На його території» — про початок Німецько-радянської війни (ТРК «Ера», 2011);
- «Намисто для єдиної» (ТРК «Ера», 2011);
- «Його звали Дід» — документальний фільм-роздуми про Сидора Ковпака (ТРК «Ера», 2011)[6].